# Benigno Aquino Jr.
Pour les articles homonymes, voir Aquino (homonymie) et Benigno Aquino.
Benigno Simeon « Ninoy » Aquino Jr. (né le 27 novembre 1932 et assassiné le 21 août 1983), est un leader de l’opposition pendant la présidence de Ferdinand Marcos aux Philippines.

## Biographie
Après une courte carrière de journaliste, Benigno Aquino entre en politique et gravit les échelons du Parti libéral, dont il devient secrétaire général en 1966. Il est emprisonné au début de la loi martiale imposée par Marcos en 1972 et part ensuite en exil aux États-Unis en 1980. Même en exil, il demeure un des leaders de l'opposition. Alors que la situation économique des Philippines se dégrade et que l'insurrection communiste gagne du terrain, Aquino décide de retourner aux Philippines en août 1983. Dès sa descente de l'avion à l'aéroport de Manille, il est abattu de plusieurs balles et meurt lors de son transport à l'hôpital. Malgré plusieurs accusations, l'implication de Ferdinand Marcos dans cet assassinat n'a jamais été démontrée. Sa mort renforce le mouvement d'opposition dont son épouse Corazon Aquino devient la principale dirigeante. À la suite de la révolution de 1986 et de la chute de Marcos, elle devient présidente des Philippines.
Aquino est le père du président Benigno Simeon « Noynoy » Cojuangco Aquino III (2010-2016).